# Lanová dráha Koblenz

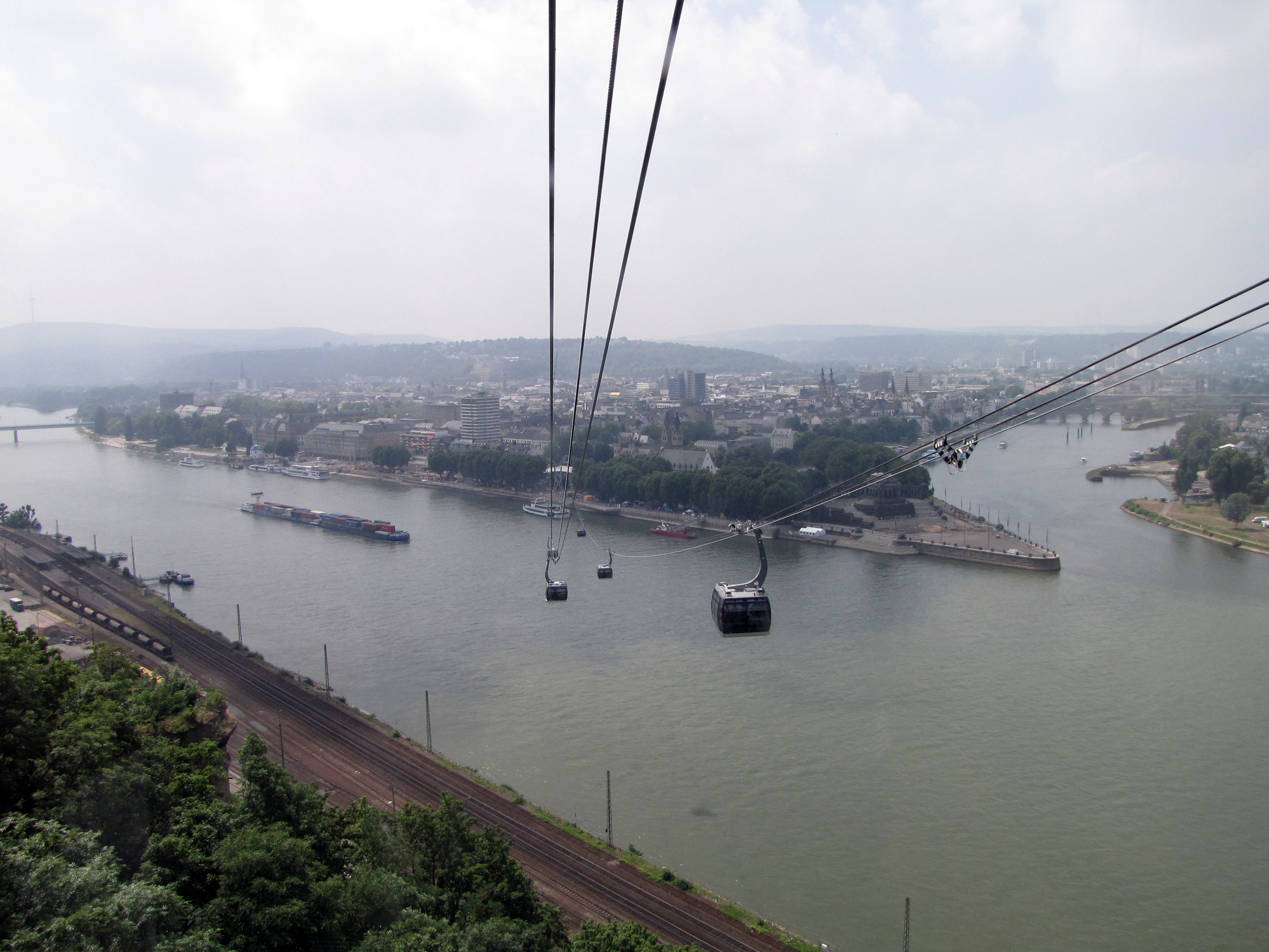
Lanová dráha, pohled k soutoku Rýna a Mosely

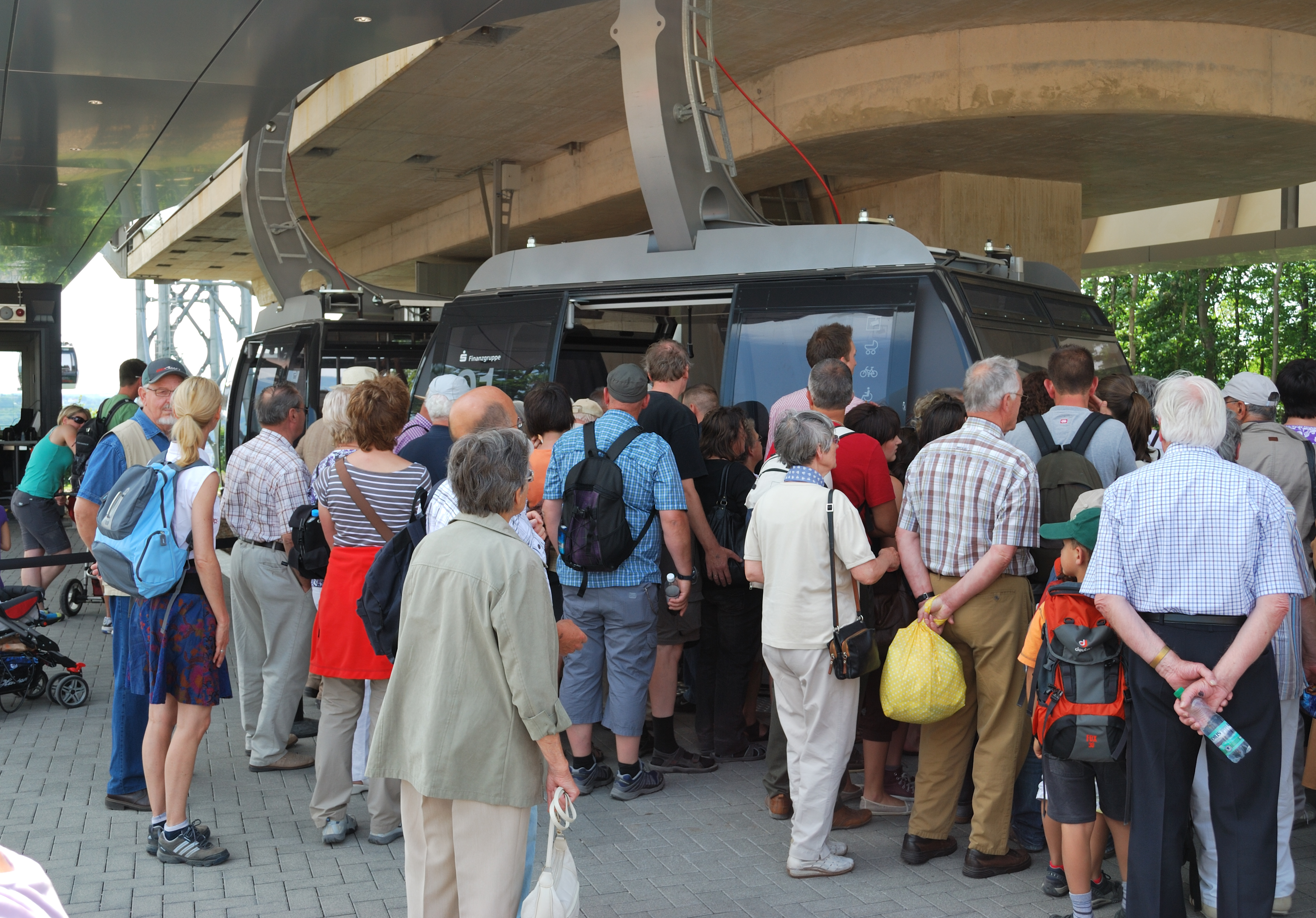
Horní stanice

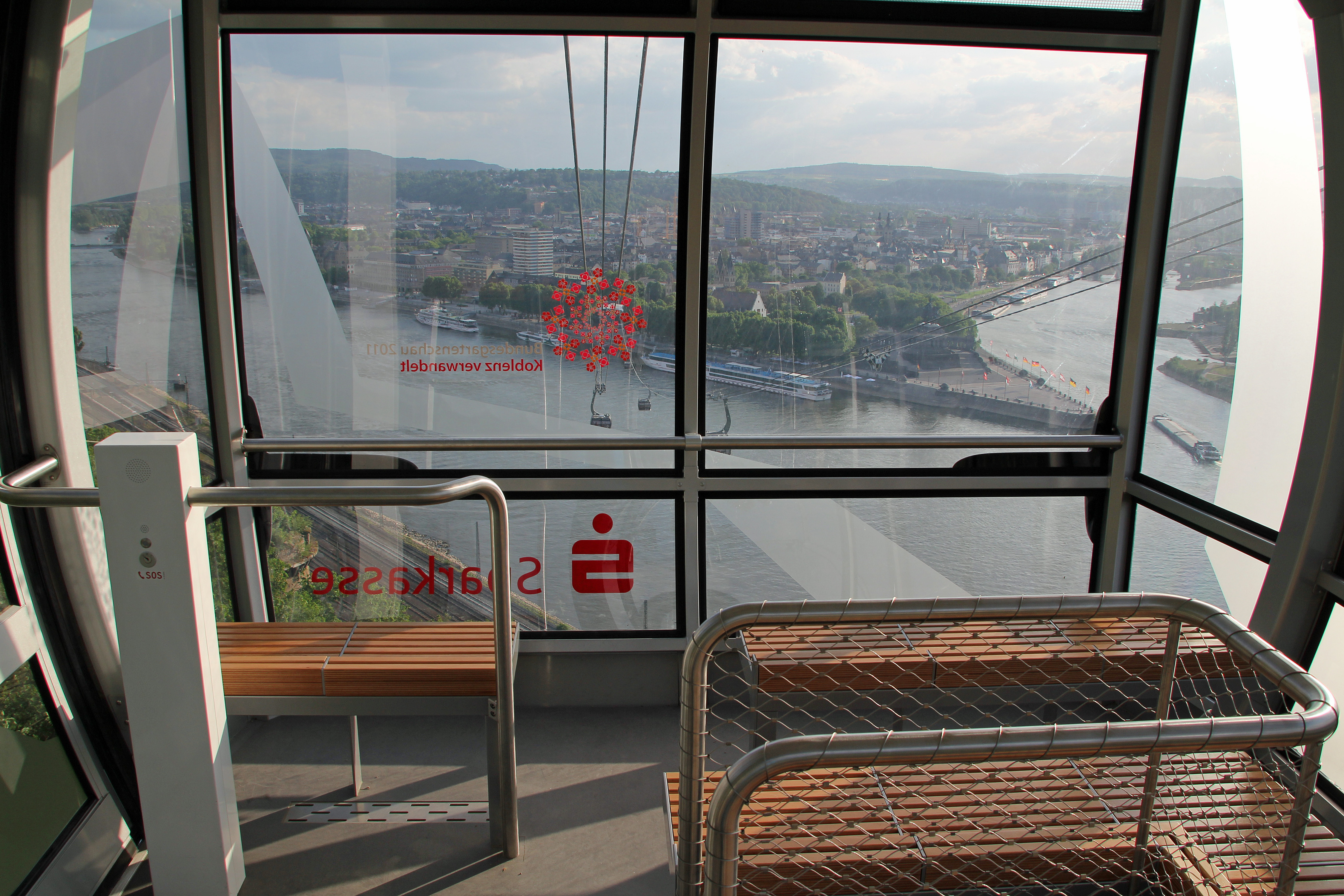
Interiér jedné z kabinek

Lanová dráha Koblenz je gondolová visutá lanová dráha, která byla uvedena do provozu v německém městě Koblenz v Porýní-Falci 4. července 2010 a byla vybudována k propojení areálů bienální spolkové zahradnické výstavy BUGA (Bundesgartenschau), která se v Koblenzi konala roku 2011. Lanovka šikmo překračuje údolí řeky Rýna a vede z tzv. Německého cípu v klínu soutoku řek Rýna a Mosely v koblenzkém Starém Městě na skalní ostroh, kde se nachází pevnost Ehrenbreitstein. Lanovka je dlouhá 890 metrů (šířka Rýna v místě lanovky je 287 metrů), má převýšení 112 metrů a přepravní kapacitu 7600 osob za hodinu, kvůli čemuž je na svém webu označena za nejkapacitnější lanovku na světě. Koluje na ní 18 kabinek (gondol) s kapacitou po 35 osobách. Rychlost jízdy je 16 km/h (4,5 m/s). Jde o lanovku systému 3S (Dreiseilbahn), kabinky jsou zavěšeny na dvou paralelních nosných lanech o průměru 54 mm, třetí lano je tažné. Poháněna je elektromotorem. Byla postavena rakouskou společností Doppelmayr Gruppe, provozovatelem je Skyglide Event Deutschland GmbH (původně byla provozovatelem přímo společnost Doppelmayr), autorem designu je Werner Sobek Engineering & Design Stuttgart. Zpočátku byla v provozu od dubna do října, v zimě 2018/2019 byla v provozu i mimo tuto sezónu, ale pouze ve volných dnech od 9:30 do 17:30 hodin. Kabinka č. 18 je určena pro veřejnou hromadnou dopravu. V době konání zahradnické výstavy bylo jízdné zahrnuto v ceně vstupenky do výstavního areálu.
- Dolní stanice: Konrad-Adenauer-Ufer / Nähe Basilika St. Kastor
- Horní stanice: Festung Ehrenbreitstein

Původně byla lanová dráha uvažována pouze jako dočasná s předpokládanou demontáží v roce 2013, poté se uvažovalo o jejím trvalém zachování.
Znalecký výbor ICOMOS v roce 2013 vyzval k okamžité demontáži lanovky kvůli narušeným pohledovým vztahům v údolí Středního Porýní, UNESCO však udělilo povolení k provozování lanovky do roku 2026. Kritizováno bylo rovněž kácení stromů v počátcích výstavby lanovky.
Společnost Cedop, autor studie proveditelnosti zamýšlené pražské lanovky Podbaba – Bohnice, uvedla lanovku v Koblenci jako hlavní vzor s tím, že případ Koblenze je velmi podobný situaci mezi Podbabou a Bohnicemi.
V roce 2023 byla opět pro účely Bundesgartenschau realizována gondolová lanová dráha v Mannheimu.